# Ето мене
„Ето мене“ је албум Мирослава Илића из 2004. године. На њему се налазе следеће песме:
1. Хоћу истину
2. Иде живот
3. Три Мораве и три моста
4. Тачно је
5. Ето мене
6. Жена ко ружа
7. Бирала сам једном
8. Пити ил не пити
9. Један дан живота
10. Девојка из града